# 디리클레 함수
수학에서 디리클레 함수(영어: Dirichlet function)는 실수 집합 위에 정의된 유리수 지시 함수이다. 즉, 모든 유리점에서 1, 모든 무리점에서 0이다. 디리클레 함수는 미적분학의 다양한 거짓 명제의 반례를 제시한다. 예를 들어, 디리클레 함수는 모든 점에서 불연속이며, 모든 닫힌구간 위에서 리만 적분 가능하지 않다.

## 정의
디리클레 함수 {\displaystyle 1_{\mathbb {Q} }\colon \mathbb {R} \to \{0,1\}}는 다음과 같다.
{\displaystyle 1_{\mathbb {Q} }(x)=\lim _{m\to \infty }\lim _{n\to \infty }\cos ^{2n}(m!\pi x)={\begin{cases}1&x\in \mathbb {Q} \\0&x\in \mathbb {R} \setminus \mathbb {Q} \end{cases}}}
여기서 {\displaystyle m!}는 계승, {\displaystyle \cos }는 코사인, {\displaystyle \mathbb {Q} }와 {\displaystyle \mathbb {R} \setminus \mathbb {Q} }는 각각 유리수와 무리수의 집합이다. 위 정의에 따라, 디리클레 함수 {\displaystyle 1_{\mathbb {Q} }}는 베르 2급 함수이다. 두 가지 정의가 같음은 다음과 같이 보일 수 있다.
증명:
만약 {\displaystyle x\in \mathbb {Q} }라면, {\displaystyle \textstyle x={\frac {a}{b}}}인 {\displaystyle a,b\in \mathbb {Z} }를 취할 수 있다. 그렇다면, 임의의 {\displaystyle m\geq b}에 대하여, {\displaystyle m!x\in \mathbb {Z} }이므로, {\displaystyle \cos(m!\pi x)\in \{-1,1\}}이다. 따라서,
{\displaystyle \lim _{m\to \infty }\lim _{n\to \infty }\cos ^{2n}(m!\pi x)=\lim _{m\to \infty }\lim _{n\to \infty }1=1}
이다.
만약 {\displaystyle x\in \mathbb {R} \setminus \mathbb {Q} }라면, 임의의 {\displaystyle m\geq 0}에 대하여 {\displaystyle m!x\notin \mathbb {Z} }이므로, {\displaystyle \cos(m!\pi x)\in (-1,1)}이다. 따라서,
{\displaystyle \lim _{m\to \infty }\lim _{n\to \infty }\cos ^{2n}(m!\pi x)=\lim _{m\to \infty }0=0}
이다.

## 성질

### 주기성
디리클레 함수 {\displaystyle 1_{\mathbb {Q} }}는 모든 유리수를 주기로 갖는 주기 함수이며, 이에 따라 최소 양의 주기가 없다.
증명:
임의의 {\displaystyle t\in \mathbb {Q} } 및 {\displaystyle x\in \mathbb {R} }에 대하여, {\displaystyle 1_{\mathbb {Q} }(x+t)=1_{\mathbb {Q} }(x)}임을 보이면 된다. 만약 {\displaystyle x\in \mathbb {Q} }라면, {\displaystyle x+t\in \mathbb {Q} }이므로,
{\displaystyle 1_{\mathbb {Q} }(x+t)=1=1_{\mathbb {Q} }(x)}
이다. 만약 {\displaystyle x\in \mathbb {R} \setminus \mathbb {Q} }라면, {\displaystyle x+t\in \mathbb {R} \setminus \mathbb {Q} }이므로,
{\displaystyle 1_{\mathbb {Q} }(x+t)=0=1_{\mathbb {Q} }(x)}
이다.
이제, 귀류법을 사용하여, {\displaystyle t_{0}\in \mathbb {Q} ^{+}}가 {\displaystyle 1_{\mathbb {Q} }}의 양의 최소 주기라고 가정하자. 그렇다면, {\displaystyle \textstyle {\frac {t_{0}}{2}}\in \mathbb {Q} ^{+}} 역시 {\displaystyle 1_{\mathbb {Q} }}의 양의 주기이며, {\displaystyle \textstyle {\frac {t_{0}}{2}}<t_{0}}이다. 이는 {\displaystyle t_{0}}이 최소 양의 주기인 것과 모순이다.

### 연속성
디리클레 함수 {\displaystyle 1_{\mathbb {Q} }}는 모든 점에서 불연속이다. 이는 임의의 {\displaystyle x\in \mathbb {R} }에 대하여,
{\displaystyle \limsup _{y\to x}1_{\mathbb {Q} }(y)=1}
{\displaystyle \liminf _{y\to x}1_{\mathbb {Q} }(y)=0}
이기 때문이다.
증명:
임의의 {\displaystyle x\in \mathbb {R} }에 대하여, {\displaystyle x}로 수렴하는 유리수 수열 {\displaystyle (x_{n})_{n=0}^{\infty }}과 무리수 수열 {\displaystyle (y_{n})_{n=0}^{\infty }}을 취할 수 있다. 그렇다면
{\displaystyle 1=\lim _{n\to \infty }1_{\mathbb {Q} }(x_{n})\leq \limsup _{y\to x}1_{\mathbb {Q} }(y)\leq \sup _{y\in \mathbb {R} }1_{\mathbb {Q} }(y)=1}
{\displaystyle 0=\inf _{y\in \mathbb {R} }1_{\mathbb {Q} }(y)\leq \liminf _{y\to x}1_{\mathbb {Q} }(y)\leq \lim _{n\to \infty }1_{\mathbb {Q} }(y_{n})=0}
이다.

### 적분
디리클레 함수 {\displaystyle 1_{\mathbb {Q} }}는 모든 점에서 불연속이므로, 임의의 닫힌구간 위에서 리만 적분 불가능이다. 구체적으로, 그 상적분과 하적분은 각각 다음과 같다.
{\displaystyle {\overline {\int _{a}^{b}}}1_{\mathbb {Q} }(x)dx=b-a}
{\displaystyle {\underline {\int _{a}^{b}}}1_{\mathbb {Q} }(x)dx=0}
그러나 디리클레 함수는 단순 함수이므로, 르베그 적분 가능하며, 그 르베그 적분은
{\displaystyle \int _{\mathbb {R} }1_{\mathbb {Q} }d\mu =0}
이다.
증명:
임의의 닫힌구간 {\displaystyle [a,b]} 및 임의의 분할
{\displaystyle P=\{x_{0},x_{1},\dots ,x_{n}\}\qquad (a=x_{0}<x_{1}<\cdots <x_{n}=b)}
에 대하여, 각 소구간 {\displaystyle [x_{i-1},x_{i}]}은 유리수와 무리수를 원소로 포함하므로,
{\displaystyle \sup _{x\in [x_{i-1},x_{i}]}1_{\mathbb {Q} }(x)=1}
{\displaystyle \inf _{x\in [x_{i-1},x_{i}]}1_{\mathbb {Q} }(x)=0}
이다. 따라서 {\displaystyle P}에 대한 리만 상합과 리만 하합은
{\displaystyle U(1_{\mathbb {Q} },P)=\sum _{i=1}^{n}\sup _{x\in [x_{i-1},x_{i}]}1_{\mathbb {Q} }(x)\cdot (x_{i}-x_{i-1})=b-a}
{\displaystyle L(1_{\mathbb {Q} },P)=\sum _{i=1}^{n}\inf _{x\in [x_{i-1},x_{i}]}1_{\mathbb {Q} }(x)\cdot (x_{i}-x_{i-1})=0}
이며, 그 상적분과 하적분은
{\displaystyle {\overline {\int _{a}^{b}}}1_{\mathbb {Q} }(x)dx=\inf _{P}U(1_{\mathbb {Q} },P)=\inf _{P}(b-a)=b-a}
{\displaystyle {\underline {\int _{a}^{b}}}1_{\mathbb {Q} }(x)dx=\sup _{P}L(1_{\mathbb {Q} },P)=\sup _{P}0=0}
이다.
유리수의 집합 {\displaystyle \mathbb {Q} }는 가산 집합이므로, 실수선 {\displaystyle \mathbb {R} } 위의 보렐 집합이며, 특히 르베그 가측 집합이다. 따라서 {\displaystyle 1_{\mathbb {Q} }}는 단순 함수이며, 특히 가측 함수이다. 그 르베그 적분은
{\displaystyle \int _{\mathbb {R} }1_{\mathbb {Q} }d\mu =\mu (\mathbb {Q} )=0}
이다. 이에 따라 {\displaystyle 1_{\mathbb {Q} }}는 르베그 적분 가능하다.

## 역사
독일의 수학자 페터 구스타프 르죈 디리클레가 1829년에 제시하였다.

## 같이 보기
- 토메 함수

## 참고 문헌
1. ↑  Dunham, William (2005). 《The Calculus Gallery》 (영어). Princeton University Press. 197쪽. ISBN 0-691-09565-5.
2. ↑  Lejeune Dirichlet, P. G. (1829) "Sur la convergence des séries trigonométriques qui servent à répresenter une fonction arbitraire entre des limites donées" [주어진 극한 사이의 임의의 함수의 표현에 쓰이는 삼각급수의 수렴성에 대하여], Journal für reine und angewandte Mathematik [순수·응용 수학 잡지, 크렐레지라고도 불린다.], vol. 4, pages 157 - 169.